# Los gozos y las sombras
Los gozos y las sombras es una novela de Gonzalo Torrente Ballester, publicada entre 1957 y 1962 por la editorial Arión, de Madrid. Es considerada una de las obras cumbre de la literatura española del siglo XX. Los tres libros que forman la trilogía tienen por título El señor llega (1957), Donde da la vuelta el aire (1960) y La Pascua triste (1962). Fue incluida en la lista de las 100 mejores novelas en español del siglo XX del periódico español El Mundo y objeto de una adaptación televisiva en 1982. 

## Argumento
En Los gozos y las sombras, el autor narra una historia que transcurre en Pueblanueva del Conde durante los dos años inmediatamente anteriores al estallido de la Guerra Civil. En este imaginario pueblo marinero de la costa gallega, todo se agita por el regreso de Carlos Deza, último de los Churruchaos, antiguos señores de la villa. Este, después del fracaso de su relación sentimental y la falta de motivación que le produce su trabajo como psiquiatra en Viena, se ve impelido por un sueño a regresar a su pueblo natal durante un periodo de tiempo indefinido. Desde el principio contará con el apoyo y la amistad de doña Mariana, "la Vieja" (que también pertenece a los Churruchaos), que verá en él un aliado magnífico para luchar contra el cacique del pueblo (y nuevo rico), Cayetano Salgado. Carlos, que desde el principio es reacio a inmiscuirse en los asuntos de doña Mariana y Cayetano, se verá cada vez más inmerso en una lucha sin tregua que se llevará a cabo desde el terreno de lo social y económico hasta el de las más encendidas pasiones amorosas. Se trata de un pulso entre el viejo y el nuevo poder, entre la antigua nobleza de sangre hereditaria que representa doña Mariana y la nueva nobleza "plebeya" poseedora de los medios económicos de producción, representada por la figura de Cayetano Salgado. La agitación sindical y republicana se ve representada por Juan Aldán, de familia Churruchao pero arruinado y resentido, que intenta crear una alianza sindical entre los pescadores de doña Mariana y los empleados del astillero de Cayetano.
A la muerte de doña Mariana, los acontecimientos darán un giro copernicano. El extraño testamento dejado por "la Vieja"  pone a Carlos Deza en la tesitura de tener que administrar durante cinco años, y con absoluta libertad, todas sus riquezas y patrimonio. A partir de estos cinco años, Germaine, sobrina de la fallecida, podrá hacerse cargo de ellas como heredera universal que es pero no antes. Los bienes incluyen los barcos pesqueros (para los cuales Juan Aldán alberga ambiciosos proyectos sindicales) y una hipotética posibilidad de matrimonio entre Carlos y Germaine que la Vieja había considerado, pero que no llegará a realizarse. Germaine, completamente volcada en su pasión por la ópera y el cuidado de su padre enfermo, regresa a París lo antes posible con un sustancioso adelanto de la herencia, pues ni el pueblo ni la vida en este le interesan lo más mínimo, ni sus relaciones con Carlos Deza llegan a ser nunca del todo cordiales. Este último terminará también por abandonar el pueblo, cuando la crispación social de los albores de la Guerra Civil se hace cada vez más peligrosa, llevándose consigo a Clara Aldán, la hermana menor de Juan, la cual ha sido agredida brutalmente por Cayetano y necesita ahora de todos sus cuidados y apoyo.

## Análisis
Retrato de la realidad de la sociedad gallega de preguerra, Los gozos y las sombras presenta un análisis profundo de las características de esa sociedad y de su paso del siglo XIX al capitalismo, en el que todo cambia para que todo siga igual. Publicada sin apenas repercusión, la primera parte, El señor llega, obtuvo el premio de Novela de la Fundación Juan March, justo cuando Torrente Ballester se planteaba dejar de escribir. 25 años después, la adaptación a la televisión dio al autor la popularidad que aún no había conseguido.

## Adaptación televisiva
Televisión Española estrenó en 1982 una adaptación de la novela a la pequeña pantalla a cargo de Jesús Navascués, con la dirección de Rafael Moreno Alba y la actuación, entre otros, de Eusebio Poncela, Amparo Rivelles, Charo López y Carlos Larrañaga. Fue supervisada por Gonzalo Torrente Ballester y supuso un notable éxito de crítica y público que consiguió relanzar comercialmente la obra original.